# Stanley (Wisconsin)
Stanley ist eine Kleinstadt (mit dem Status „City“) im Chippewa County und zu einem kleineren Teil im Clark County im US-amerikanischen Bundesstaat Wisconsin. Im Jahr 2010 hatte Stanley 3608 Einwohner.
Stanley ist Bestandteil der Metropolregion Eau Claire–Chippewa Falls Metropolitan Area.

## Geografie
Stanley liegt im Westen Wisconsins, beiderseits des Wolf River, der über den Eau Claire River und den Chippewa River zum  Stromgebiet des Mississippi gehört. Die geografischen Koordinaten von Stanley sind 44°57′36″ nördlicher Breite und 90°56′14″ westlicher Länge. Das Stadtgebiet erstreckt sich über eine Fläche von 11,01 km². 
Benachbarte Orte von Stanley sind Thorp (11,1 km östlich) und Boyd (9,6 km westlich).
Die nächstgelegenen größeren Städte sind Green Bay (255 km östlich), Wisconsins Hauptstadt Madison (314 km südsüdöstlich), Eau Claire (55,5 westsüdwestlich), La Crosse (175 km südlich), Rochester in Minnesota (202 km südwestlich), die Twin Cities in Minnesota (195 km westlich) und Duluth am Oberen See in Minnesota (278 km nordnordwestlich).

## Verkehr
Der vierspurig ausgebaute Wisconsin State Highway 29 führt in West-Ost-Richtung durch den Süden von Stanley. Alle weiteren Straßen sind untergeordnete Landstraßen, teils unbefestigte Fahrwege oder innerörtliche Verbindungsstraßen.
Für den Frachtverkehr führt in West-Ost-Richtung eine Eisenbahnstrecke der zur Canadian National Railway gehörenden Wisconsin Central durch das Stadtgebiet von Stanley.
Mit dem Chippewa Valley Regional Airport in Eau Claire befindet sich 49,9 km westlich der nächste Flughafen.

## Bevölkerung
Nach der Volkszählung im Jahr 2010 lebten in Stanley 3608 Menschen in 930 Haushalten. Die Bevölkerungsdichte betrug 327,7 Einwohner pro Quadratkilometer. In den 930 Haushalten lebten statistisch je 2,26 Personen. 
Ethnisch betrachtet setzte sich die Bevölkerung zusammen aus 80,4 Prozent Weißen, 16,6 Prozent Afroamerikanern, 1,7 Prozent amerikanischen Ureinwohnern, 0,6 Prozent Asiaten, 0,2 Prozent Polynesiern sowie 0,2 Prozent aus anderen ethnischen Gruppen; 0,3 Prozent stammten von zwei oder mehr Ethnien ab. Unabhängig von der ethnischen Zugehörigkeit waren 3,1 Prozent der Bevölkerung spanischer oder lateinamerikanischer Abstammung. 
15,1 Prozent der Bevölkerung waren unter 18 Jahre alt, 72,9 Prozent waren zwischen 18 und 64 und 12,0 Prozent waren 65 Jahre oder älter. Nur 31,2 Prozent der Bevölkerung war weiblich, was auf die Stanley Correctional Institution zurückzuführen ist, ein Männergefängnis mittlerer Sicherheit mit 750 Haftplätzen.
Das mittlere jährliche Einkommen eines Haushalts lag bei 32.917 USD. Das Pro-Kopf-Einkommen betrug 20.255 USD. 14,9 Prozent der Einwohner lebten unterhalb der Armutsgrenze.